# Pouilly-sur-Serre
Pouilly-sur-Serre település Franciaországban, Aisne megyében. Lakosainak száma 496 fő (2022. január 1.). Pouilly-sur-Serre Assis-sur-Serre, Chéry-lès-Pouilly, Crécy-sur-Serre és Montigny-sur-Crécy községekkel határos.

## Népesség
A település népességének változása:
| Lakosok száma | 516  | 508  | 525  | 533  | 503  | 525  | 502  | 508  | 507  | 496  |
|               | 1968 | 1982 | 1990 | 2006 | 2013 | 2015 | 2017 | 2019 | 2020 | 2022 |